# Max-Weber-Platz (stanice metra v Mnichově)
Max-Weber-Platz (zkratka MW) je stanice mnichovského metra ležící na linkách U4 a U5, otevřená 27. února 1988. Lze zde přestoupit na linky tramvají. Ve stanici je vystavena kopie historického vagonu.

## Galerie

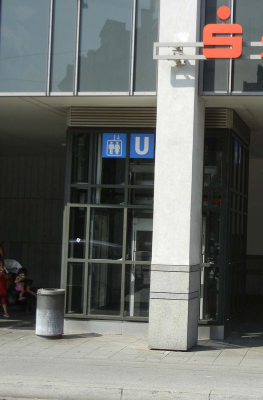
Výtah
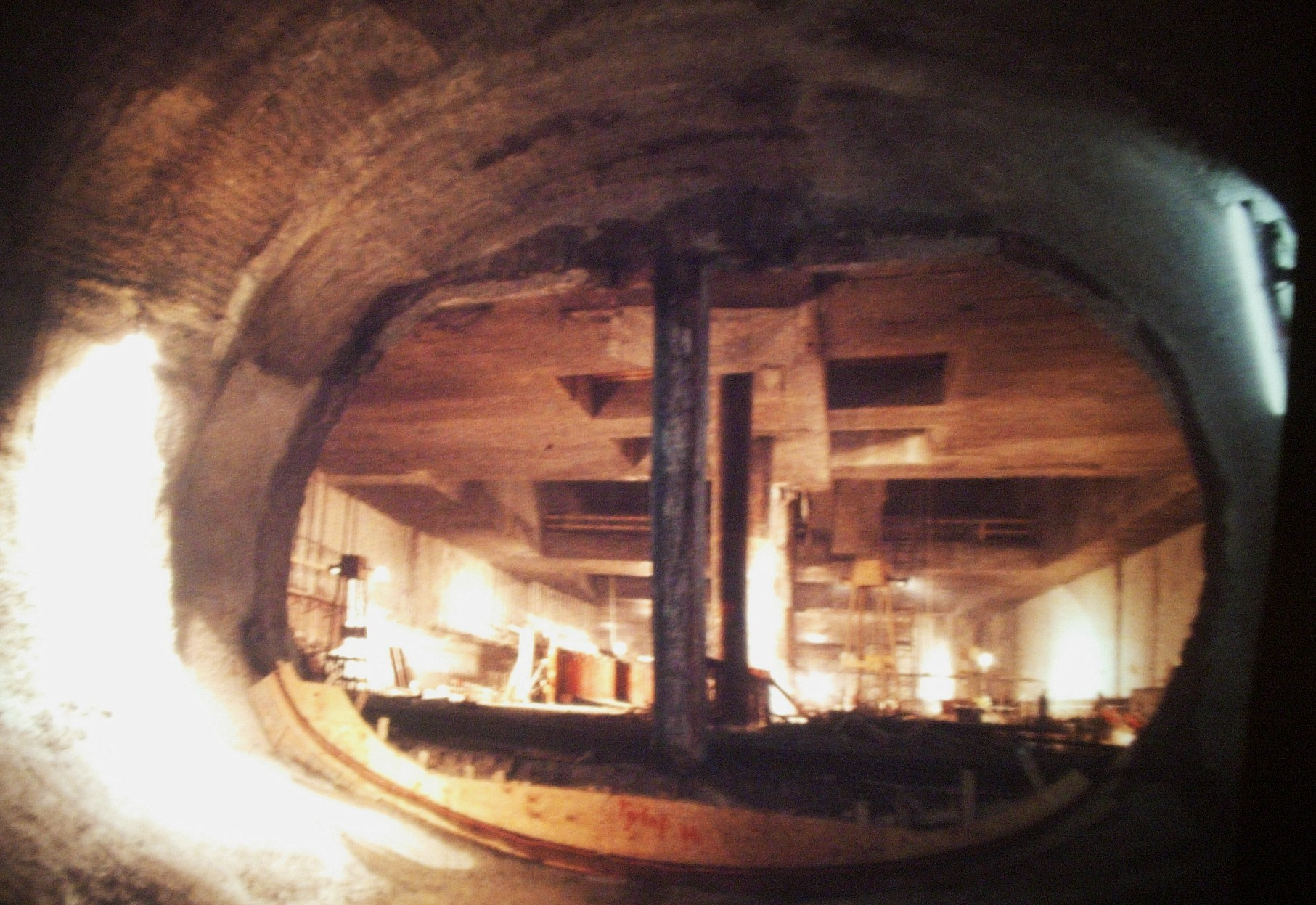
Při stavbě